# Quilmes (sör)
A Quilmes (kiejtése: kilmesz) egy argentin sörmárka. Nevét a kilme indián népcsoportról (spanyolos írásmóddal: quilme(s)) elnevezett városról, Quilmesről kapta.

## Története
1888-ban egy Németországból 1852-ben érkezett telepes, Otto Bamberg megalapította a Cervecería Argentina nevű főzdét, ahol 1890. október 31-től kezdve árusították a településről Quilmesnek elnevezett sört. A 20. század elején az ország gazdaságával együtt a sörgyár is fejlődött, amit professzioniális reklámkampánnyal is elősegítettek. 1925-re a vállalat 4 tartományban (Buenos Aires, Santa Fe, Entre Ríos és Córdoba) már 9 telephellyel rendelkezett, 1930-ra pedig legnagyobb gyárukat szinte önálló gyárvárosnak lehetett tekinteni. Mindeközben szociális tevékenységet is kifejtettek: 1911-ben segítettek a quilmesi önkéntestűzoltó-egyesület megalapításában, 1919-ben a helyi kórház felépítésében, 1931-ben pedig a városi vízvezeték-hálózat kiépítésében. 1921-ben sportklubot is alapítottak, dolgozóiknak pedig egészségügyi ellátást biztosítottak. 1940 körül ugyancsak dolgozóik számára kiépítették az 50 hektáros Villa Argentina nevű lakónegyedet, ahol 1941-ben 30-as Számú Manuel Belgrano Iskola néven oktatási intézményt is alapítottak. 1944 decemberében részt vettek a kórház szülészetének felavatásán is, amely innentől kezdve viseli a sörgyáralapító Otto Bamberg nevét.
1988-ban Corrientes tartományban, 1992-ben pedig a Buenos Aires tartománybeli Záratében is új gyárat építettek, utóbbit később a sörspecialitások gyártóközpontjává fejlesztették. 1994-ben megnyílt a Tres Arroyos nevű malátaüzem is, Tunuyánban pedig felépült egy ásványvízüzem. 2006-ban az addigra már az ország legnagyobb sörgyártójává vált cég részvényeinek többségét felvásárolta a brazil AmBev, amely később a belga InBevvel egyesült. 2006 októberében Godoy Cruz városában új szénsavasital-gyárat nyitottak, decemberben átadták a kibővített Tres Arroyos üzemet,
2007-ben pedig a záratei gyár termékskáláját is bővítették a szénsavas üdítőkkel. 2010-re a cég dolgozóinak száma 4700-ra emelkedett.

## Típusai
A Quilmesnek öt fő változata van:
| Név       | Típus                 | Alkohol | Keserűség | Ajánlott hőmérséklet | Ajánlott ételek |
| --------- | --------------------- | ------- | --------- | -------------------- | --- |
| Clásica   | világos               | 4,9%    | 15        | 3 °C                 | pirítós, milanesa sültkrumpival, sonkás és kaliforniai paprikás pizza                                                          |
| Bock      | barna                 | 6,3%    | 19        | 5 °C                 | lencseragu, grillezett vörös hús, locro babbal, zöldséggel és vörös chorizóval                                                 |
| Stout     | stout                 | 5%      | 15        | 7 °C                 | sertéshúsból készült bondiola édes-savanyú mártással, töltött fugazzeta, „Alfajor del Capitán del Espacio” nevű csokis édesség |
| Bajo Cero | világos               | 4,6%    | 7,5       | 3 °C                 | sült tintahal, lágy sajtok, sós sznekkek                                                                                       |
| Lieber    | majdnem alkoholmentes | 0,4%    | 12        | 2 °C                 | sajtos-szalámis szendvics, escabeche, entrecôte marhahús salátával                                                             |

## Képek

A sör jelvénye
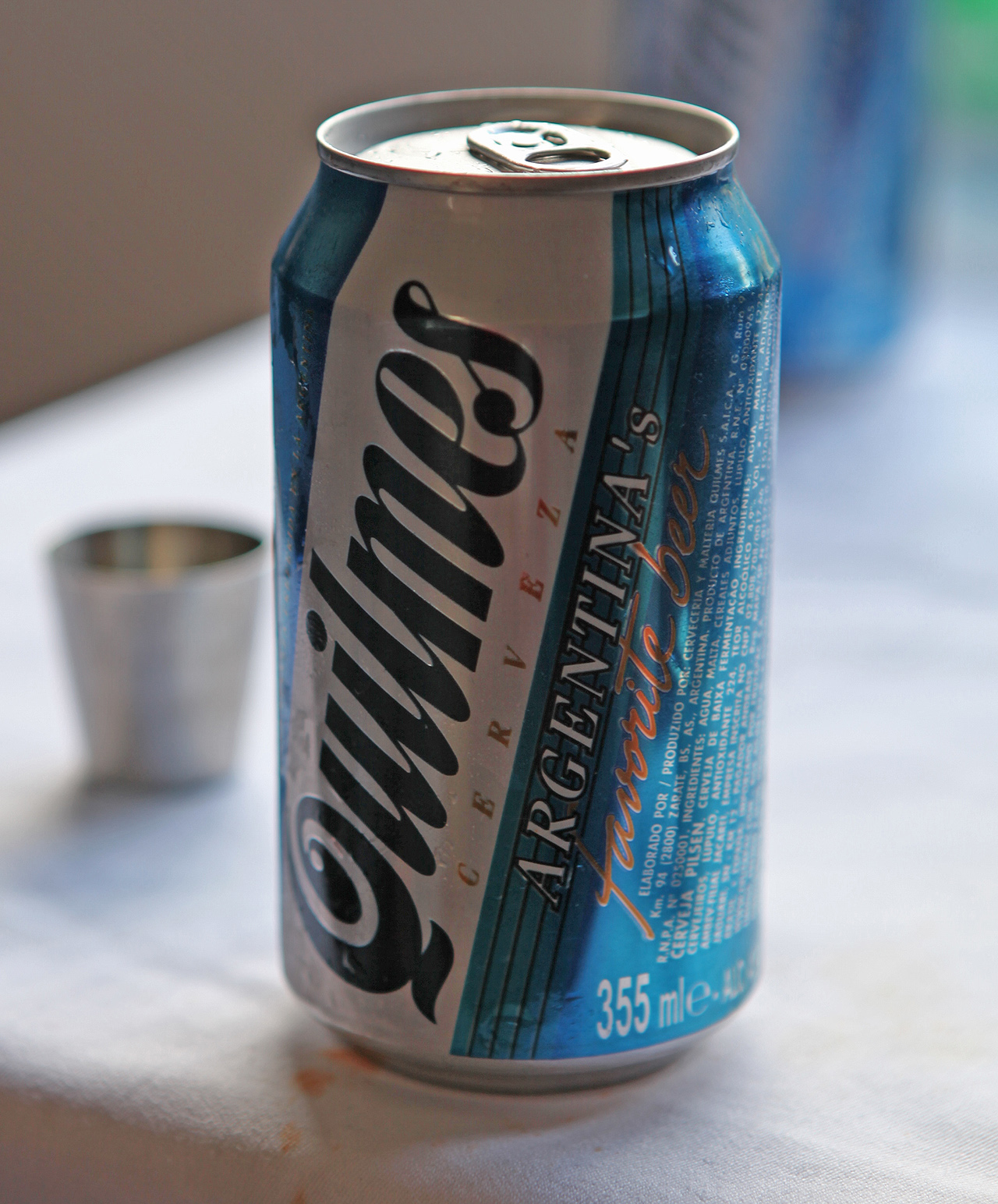
Dobozos változat
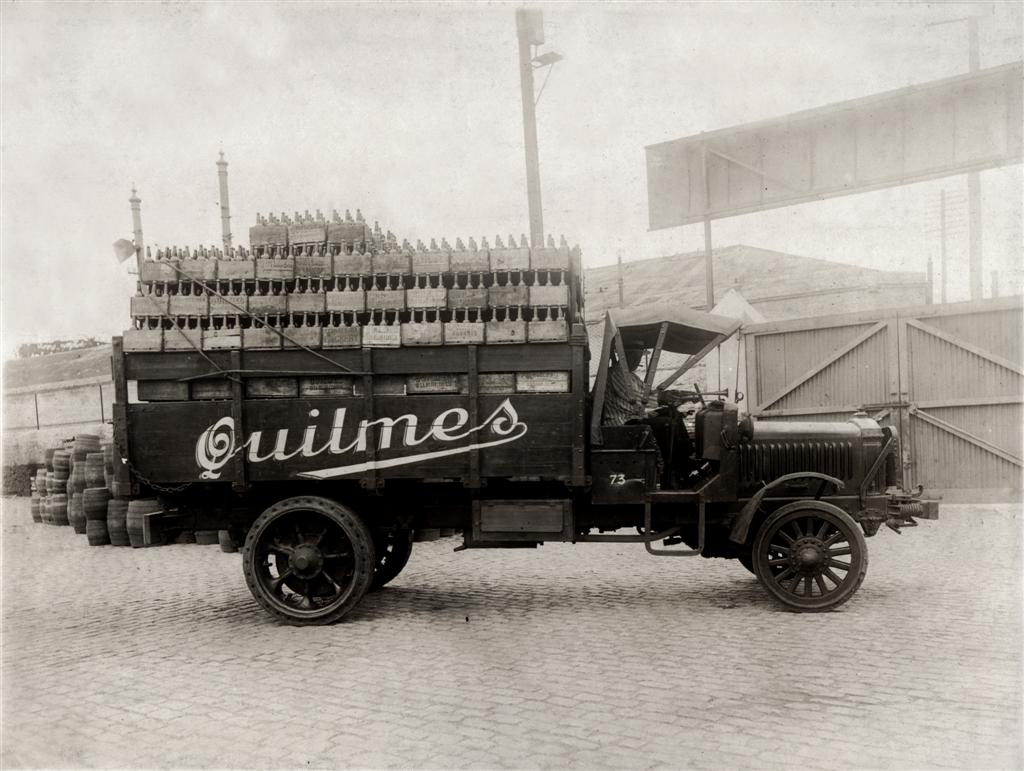
Kép 1910-ből
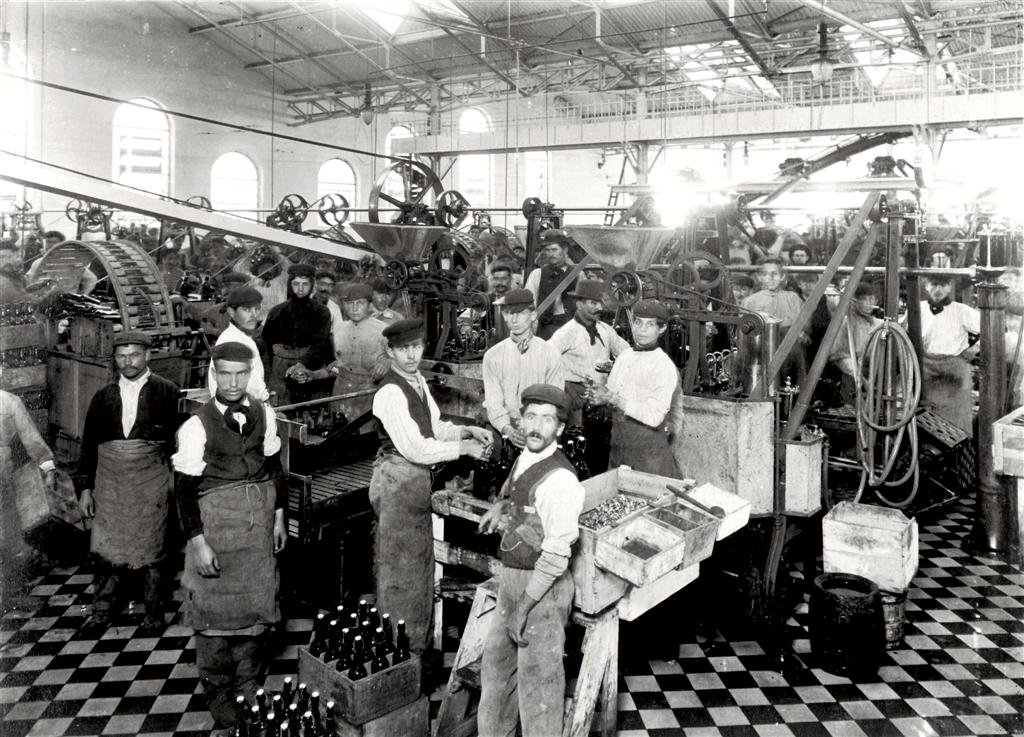
Az üzem 1910-ben